# Sui Išida
Sui Išida (japonsky 石田 スイ, Išida Sui; * 28. prosince 1986 Fukuoka) je japonský mangaka. Proslavila ho jeho fantasy manga Tokijský ghúl, jejíž příběh je o mladém muži jménem Ken Kaneki, který se stane ghúlem, poté co se s jedním střetne. Manga vycházela v letech 2011–2014 v časopise Šúkan Young Jump od nakladatelství Šúeiša a později vyšla jako light novela a anime seriál v roce 2014. Manga byla přeložena do angličtiny, kde se umístila na seznamu The New York Times nejlépe prodávaných děl roku 2015. V roce 2013 byl krátce digitálně serializován prequel s názvem Tokyo Ghoul [Jack] na Jump Live. V roce 2014 začalo vycházet pokračování s názvem Tokijský ghúl:re. Manga Tokijský ghúl a její pokračování prodaly k lednu 2018 přes 34 milionů svazků. V roce 2017 vyšla v japonských kinech filmová adaptace Tokijský ghúl. V březnu 2018 začalo být vysíláno anime Tokijský ghúl:re. V češtině od roku 2016 vydává původní mangu nakladatelství CREW.

## Dílo

### Mangy
| Rok           | Název                           | Poznámky                                                                                                  | Zdroje |
| ------------- | ------------------------------- | --- | ------ |
| 2011–2014     | Tokijský ghúl                   | Autor a ilustrátor. Publikováno v časopise Šúkan Young Jump nakladatelství Šúeiša. Vydáno ve 14 svazcích. | [ 2 ]  |
| 2013          | Tokyo Ghoul: Jack               | Autor a ilustrátor. Publikováno v Jump Live od Šúeiši. Vydáno v 1 svazku.                                 |        |
| 2014          | Tokyo Ghoul: Joker              | Autor a ilustrátor. Publikováno v Šúkan Young Jump od Šúeiši. Vydáno v 1 svazku.                          |        |
| 2014–2018     | Tokijský ghúl:re                | Publikováno v Šúkan Young Jump od Šúeiši. Vydáno v 16 svazcích.                                           | [ 9 ]  |
| 2016          | Hunter × Hunter: Hisoka no kako | Publikováno na Šónen Jump+ od Šúeiši. Kapitola o 69 stranách.                                             | [ 10 ] |
| bude oznámeno | Čódžin X                        | |        |

### Light novely
| Rok       | Název                                    | Poznámky                                                                                           | Zdroje |
| --------- | ---------------------------------------- | -------------------------------------------------------------------------------------------------- | ------ |
| 2013–2014 | Tokyo Ghoul                              | Ilustrátor; autorem je Šin Towada. Publikováno nakladatelstvím Jump J Books. Vydáno ve 3 svazcích. |        |
| 2016      | [[Tokijský ghúl\|Tokyo Ghoul:re[quest]]] | Ilustrátor; autorem je Šin Towada. Publikováno Jump J Books. Vydáno v 1 svazku.                    |        |

### Videohry
| Rok  | Název       | Poznámky | Zdroje        |
| ---- | ----------- | --- | ------------- |
| 2021 | Jack Jeanne | Videohra společnosti Broccoli. Tvůrce videohry, designér postav a světa, ilustrátor a autor textů k písním. | [ 11 ] [ 12 ] |